# C-JES
CJeS STUDIOS（シージェス・スタジオ、朝: 씨제스 스튜디오、英: CJeS STUDIOS）は、韓国の芸能事務所である。2023年4月3日、C-JeS Entertainmentから「CJeS STUDIOS」へと社名を変更。社名変更に伴い飛躍を目指す表明。

## 設立
2009年12月設立された。
2017年、本社をソウル特別市 江南区 駅三洞 722-8（ソウル特別市 江南区 テヘラン路38キル 40-12）へ移転。
2023年4月3日、C-JeS Entertainmentから「CJeS STUDIOS」へと社名を変更。
2023年11月8日 
C-JeS Studioの新人ボーイズグループWHIB WHIBがソウル麻浦（マポ）区上岩洞（サンアムドン）SBSプリズムタワーで開催されたデビューショーケースにてデビュー
。
2023年11月8日 
WHIB デビュー曲「BANG！」MV公開
。
2023年11月10日
WHIB、KBSの「ミュージックバンク」収録参加
。

## 所属

### 歌手
- GUMMY
- NOEL
- ソルジ
- ホン・デグァン

### グループ
- WHIB

### 俳優
- HAYDEN
- イ･ジェウク
- イ・ジュヨン
- イ・チュンジュ
- イ・レ
- オ・ダルス
- オ・ハニ
- オム・ジウォン
- カン・ジュンギュ
- カン・ホンソク
- キム・イェウン
- クォン・ナラ
- シン・ウンジョン
- ソ・アリン
- ソ・ジフン
- ソル・ギョング
- ソン・イルグク
- チェ・シラ
- チョ・ソンハ
- チョン・ソグォン
- チン・ジヒ
- チン・ヒギョン
- パク・ギョンヘ
- パク・ソンウン
- パク・デウォン
- パク・ビョンウン
- ハン・ジサン
- ファン・ジョンウム
- ファン・スンオン
- ホン・ジョンヒョン
- ホン・スンヒ
- ミン・ドヒ
- ムン・ソリ
- ラ・ミラン
- リュ・ジュンヨル
- ユ・テオ